# Atak Chmielu
Atak Chmielu – piwo warzone przez Browar Pinta. Piwo to w sposób symboliczny wyznacza historyczną cezurę stanowiącą początek tzw. rewolucji piwnej oznaczającej rozwój piwowarstwa rzemieślniczego i kontraktowego oraz odejście od idei warzenia jedynie jasnych lagerów na rzecz różnorodności stylistycznej i mocnego zaakcentowania piwowarstwa autorskiego i niezależnego.

## Historia
Atak Chmielu po raz pierwszy uwarzony został 28 marca 2011 r. w Browarze na Jurze w Zawierciu przez wówczas jeszcze kontraktowy Browar Pinta. Swoją oficjalną premierę miał 7 maja 2011 r. podczas II Festiwalu Dobrego Piwa we Wrocławiu wraz z dwoma kolejnymi piwami Czarna Dziura i A'la Grodziskie. Jednocześnie w tym dniu piwo dostępne było podczas otwarcia nowego pubu w Łodzi „Piwoteka Narodowa”. Powstanie Browaru Pinta, a w szczególności premiera jego pierwszego piwa Atak Chmielu uznawana jest za moment przełomowy w polskim piwowarstwie i początek rewolucji piwa rzemieślniczego w Polsce.
Było to pierwsze w Polsce piwo w stylu American India Pale Ale. Pierwsza warka w stacjonarnym już browarze Pinty w Wieprzu powstała 7 sierpnia 2019 r.
Piwo od razu zyskało uznanie ekspertów. W 2011 r. zdobyło nagrodę Piwo Roku oraz Debiut Roku w branżowym konkursie konsumenckim Browar.biz, a rok później w węgierskim konkursie piwnym w miejscowości Miszkolc.
Autorem receptury jest Ziemowit Fałat, główny piwowar i współwłaściciel browaru Pinta. Protoplastą Ataku Chmielu było jego domowe piwo "Single Hop Citra", które uwarzył w 2010 r. na Wrocławskie Warsztaty Piwowarskie. W wersji komercyjnej znalazły się jednak oprócz szczepu Citra również trzy inne odmiany chmielu. Przyczyną tego była chęć zniuansowania aromatów chmielowych oraz stany magazynowe sklepu piwowarskiego Browamator, którego Fałat był współwłaścicielem, a w którym zalegały nie znajdujące nabywcy takie odmiany chmielu jak Citra, Simcoe czy Amarillo.
Jak przyznał Z. Fałat w wywiadzie udzielonym Tomaszowi Kopyrze podczas Pinta Party 2016 r. Atak Chmielu przez pierwsze 15 miesięcy nie był chmielony na zimno. Z czasem zmniejszona została ilość słodu melanoidynowego i zwiększone dawki chmielu.

## Charakterystyka

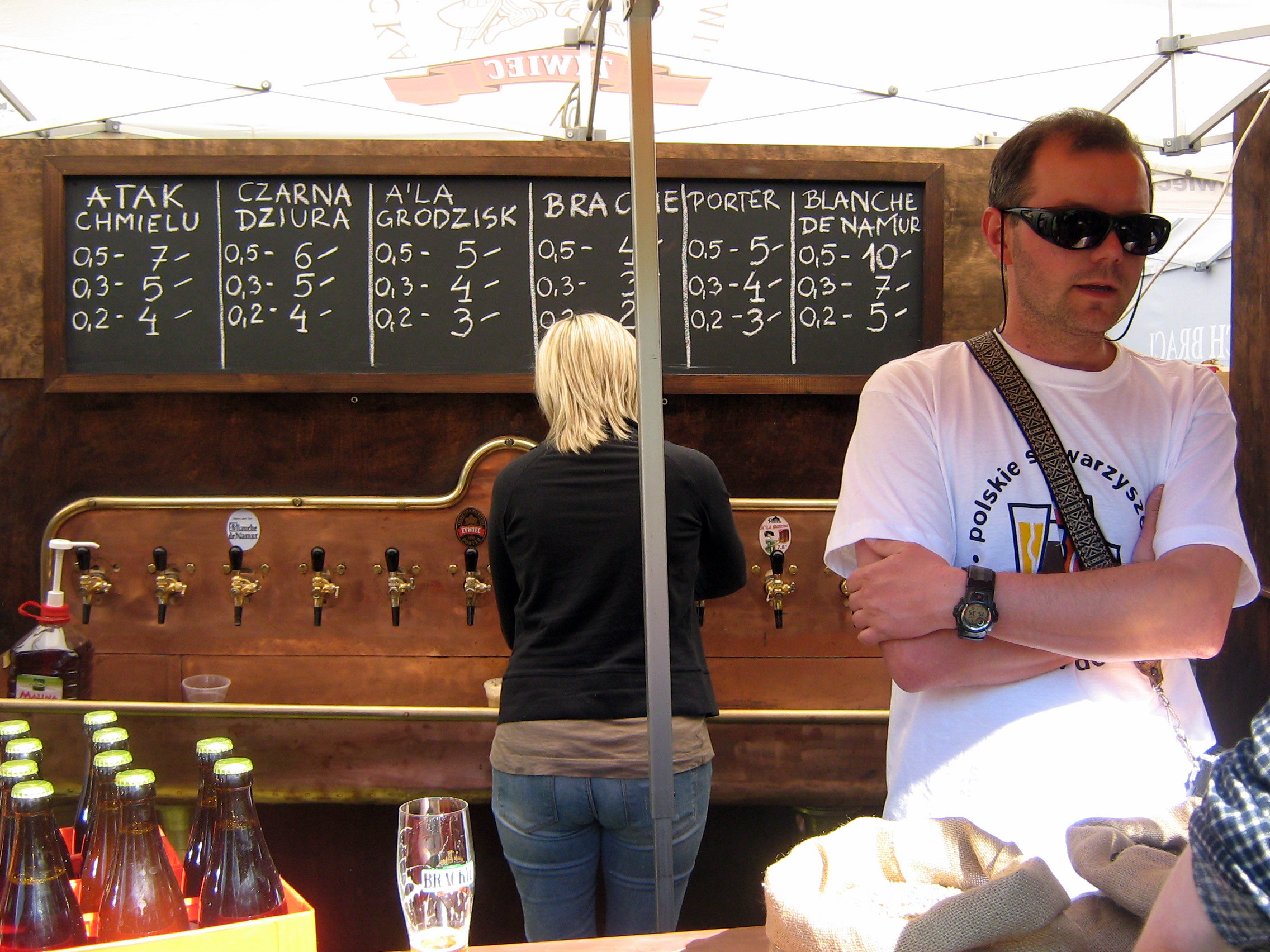
Ziemowit Fałat podczas premiery piwa we Wrocławiu

Atak Chmielu warzony jest z użyciem: wody, słodów jęczmiennych: pale ale, melanoidynowego, Carared®, Carapils®, chmieli (USA): Citra®, Simcoe®, Cascade, Amarillo® oraz drożdży SafAle™ US-05. Ekstrakt piwa wynosi 15,0% wagowo, a zawartość alkoholu: 6,1% obj.  Poziom goryczy: 58 IBU. Rocznie warzone jest ok. 4-5 tys. hl. Piwo charakteryzuje się beżową, drobnopęcherzykową i obfitą pianą długo utrzymującą się. Kolor piwa jest bursztynowy, bez opalizacji, piwo jest klarowne. W zapachu zdecydowanie dominują chmielowe nuty cytrusowe i owoce tropikalne z odrobiną żywiczności. Goryczka jest silna, lekko dominująca, wyraźnie chmielowa i lekko żywiczna na finiszu.

## Etykieta
Pierwsza etykieta piwa stworzona została przez artystę-grafika, Ormianina od wielu lat mieszkającego w Polsce, Tigrana Vardikyana. Utrzymana była w oldschoolowo pin-upowym stylu z centralnie umieszczoną dziewczyną strzelającą z procy chmielowymi szyszkami. Oprócz nietypowej, kontrowersyjnej stylistyki Atak Chmielu zapoczątkował również charakterystyczne dla browarów rzemieślniczych szerokie, jednoczęściowe etykiety bez kontretykiety.
W 2012 r. browar zdecydował się na zmianę etykiety. Dotychczasowa miała celowo wyglądać na zrobioną przez amatorów – z kompletem informacji o surowcach i z humorem. Zmiana była motywowana już chęcią ujednolicenia linii graficznej produktów Browaru Pinta i uatrakcyjnienia etykiet.